# Didier Simba-Ekanza
Didier Simba-Ekanza, né le 9 août 1969, est un joueur de football congolais, qui évoluait comme attaquant de pointe. À l'exception de deux saisons en Israël, au Maccabi Petach-Tikva, il a effectué toute sa carrière en Belgique. Il a été sélectionné 35 fois en équipe nationale jusqu'en 1999. Didier Simba-Ekanza a mis un terme à sa carrière en 2004.